# Ухорское княжество
Ухорское княжество — удельное княжество, выделившееся из Ярославского княжества.
Названо по реке Ухра, левому притоку Шексны, вдоль которой располагались его земли. Княжество имело только одного удельного князя Василия Данииловича, младшего сына ярославского князя Даниила Романовича. Он имел пять сыновей, которые состояли на службе у московских князей под именем князей Ухорских: Никиту, Фёдора Охлябину, Александра, Ярослава и Михаила Хворостину. От двоих из них происходят князья Охлябинины и Хворостинины.